# 베스트 오브 미
《베스트 오브 미》(영어: The Best of Me)는 미국에서 제작된 마이클 호프먼 감독의 2014년 로맨틱 드라마 영화이다. 제임스 마즈든, 미셸 모너핸, 루크 브레이시, 리아나 리버라토 등이 출연하였고, 데니즈 디노비 등이 제작에 참여하였다.

## 줄거리
1992년 악명 높은 범죄자 집안에서 태어나 아버지에게 학대받던 고등학생 도슨은 지역 정비공 턱을 대리 아버지로 삼은 뒤 어맨다와 연인이 된다.
프롬날 아버지와 형제들이 턱을 폭행하고 집을 망가뜨리자 분노한 도슨은 아버지를 죽이려다가 사고로 엉뚱하게도 사촌의 머리를 쏘고 만다. 형량을 줄이기 위해 아버지와 형제들 상대로 불리한 증언을 한 도슨은 감옥에 들어가면서 어맨다와 연락을 끊는다.
20년 뒤인 오늘날. 턱은 사망하면서 도슨과 어맨다가 과거 상처를 치유하길 바라는 마음에서 변호사를 통해 두 사람에게 마지막 소원을 전달한다. 그렇게 고향에 돌아온 도슨은 다른 남성과 가정을 꾸리고 아들을 둔 어맨다와 재회하는데...

## 출연
- 제임스 마즈든 - 도슨 콜 역
  - 루크 브레이시 - 도슨 아역
- 미셸 모너핸 - 어맨다 콜리어레이놀즈 역
  - 리아나 리버라토 - 어맨다 아역
- 서배스천 아셀러스 - 프랭크 레이놀즈 역
- 제럴드 맥레이니 - 턱 호스테틀러 역
- 숀 브리저스 - 토미 콜 역
- 롭 멜로 - 테드 콜 역
- 헌터 버크 - 에이비 콜 역
- 존 테니 - 하비 콜리어 역
- 캐럴라인 구돌 - 에벌린 콜리어 역
- 이언 넬슨 - 재러드 레이놀즈 역
- 스카일러 피스크 - 에이프릴 역
- 로비 래스머슨 - 보비 콜 / 에런 콜 역
- 클라크 피터스 - 모건 두프리, 변호사 역

## 기타 제작진
- 세트: 팀 콘
- 의상: 루스 E. 카터